# 真锅和人
真锅和人（日语：／ Manabe Kazushito，1958年10月12日—），日本男子举重运动员。他曾代表日本参加1984年和1988年夏季奥林匹克运动会举重比赛，其中1984年奥运会获得一枚铜牌。他也曾参加1982年和1986年亚洲运动会。